# Cenoloba cuprescens
Cenoloba cuprescens är en fjärilsart som beskrevs av George Francis Hampson 1917. Cenoloba cuprescens ingår i släktet Cenoloba och familjen Tineodidae. Inga underarter finns listade i Catalogue of Life.